# Друга влада Љубомира Давидовића
Друга влада Љубомира Давидовића је била влада Краљевства Срба, Хрвата и Словенаца која је владала од 18. октобара 1919. до 19. фебруара 1920. године.

## Чланови владе
| Функција                                                         | Слика            | Име и презиме        | Детаљи                    | Странка |
| ---------------------------------------------------------------- | ---------------- | -------------------- | ------------------------- | ------- |
| Председник Министарског савета                                   |                  | Љубомир М. Давидовић |                           | ДС      |
| Потпредседник Министарског савета                                |                  | Јурај Бјанкини       |                           |         |
| Министар иностраних дела                                         |                  | Анте Трумбић         |                           |         |
| Министар војске и морнарице                                      |                  | Стеван Хаџић         |                           |         |
| Министар унутрашњих дела                                         |                  | Светозар Прибићевић  |                           | ДС      |
| Министар правде                                                  |                  | Коста Л. Тимотијевић |                           |         |
| Министар просвете                                                |                  | Павле Д. Маринковић  |                           |         |
| Министар финансија                                               |                  | Војислав С. Вељковић |                           |         |
| Министар грађевина                                               |                  | Велислав Вуловић     |                           |         |
| Министар трговине и индустрије                                   |                  | Алберт Крамер        |                           |         |
| Министар пољопривреде и вода                                     |                  | Фрањо Пољак          | заступник, до 24.11.1919. |         |
| Министар пољопривреде и вода                                     | Коста Стојановић |                      |                           |         |
| Министар пошта и телеграфа                                       |                  | Едо Лукинић          |                           |         |
| Министар шума и рудника                                          |                  | Антон Кристан        |                           |         |
| Министар социјалне политике                                      |                  | Витомир Кораћ        |                           |         |
| Министар народног здравља                                        |                  | Витомир Кораћ        | заступник, до 24.11.1919. |         |
| Министар народног здравља                                        | Спасоје Пилетић  |                      |                           |         |
| Министар вера                                                    |                  | Тугомир Алауповић    |                           |         |
| Министар припреме за Уставотворну скупштину и изједначење закона |                  | Коста Л. Тимотијевић | заступник, до 24.11.1919. |         |
| Министар припреме за Уставотворну скупштину и изједначење закона | Иван Палачек     |                      |                           |         |
| Министар аграрне реформе                                         |                  | Фрањо Пољак          | до 24.11.1919.            |         |
| Министар аграрне реформе                                         | Хенрих Кризман   |                      |                           |         |
| Министар исхране и обнове земље                                  |                  | Вилим Букшег         |                           |         |
| Министар саобраћаја                                              |                  | Милорад Драшковић    |                           |         |